# 韩氏大宗祠
韩氏大宗祠，位于中国广东省惠州市博罗县罗阳镇铁炉巷，为博罗县的一个县级文物保护单位，类型为古建筑，公布时间为1985年。
韩氏大宗祠的历史年代为清代。